# Marcos Calero Pérez
Marcos Calero Pérez (Palma di Maiorca, 9 aprile 1993) è un ex calciatore spagnolo, di ruolo difensore.

## Carriera

### Club
Il 1º luglio 2013 viene acquistato dalla squadra slovacca dello Zemplín Michalovce.